# John Simm
John Ronald Simm (Leeds, West Yorkshire, 10 de julio de 1970) es un actor y músico inglés, más conocido por haber interpretado a the Master en Doctor Who y a Sam Tyler en la serie Life on Mars.

## Biografía
En abril del 2004 se casó con la actriz Kate Magowan, la pareja le dio la bienvenida a su primer hijo Ryan Simm el 13 de agosto del 2001 y a su primera hija Molly Simm el 9 de febrero de 2007.

## Carrera
En el 2006 se unió al elenco del drama detectivesco Life on Mars donde interpretó a Sam Tyler hasta el 2007.
En el 2007 se unió al elenco recurrente de la serie de ciencia ficción Doctor Who donde interpreta al Amo.
Simm ha participado en otras producciones de televisión como The Lakes, State of Play, Clocking Off y Sex Traffic (estas dos últimas ganadoras de dos Premios BAFTA).

## Filmografía

### Películas
- Boston Kickout (1995)
- Diana & Me (1997)
- Understanding Jane (1998)
- Human Traffic (1999)
- Wonderland (1999)
- 24 Hour Party People (2002)
- Miranda (2002)
- Devilwood (corto) (2006)
- Tuesday (2008)

### Televisión
- Rumpole of the Bailey (1992)
- Oasis (1992)
- Heartbeat (1993)
- A Pinch of Snuff (1994)
- Men of the World (1994)
- Meat (1994)
- Cracker (1995)
- The Locksmith (1997)
- The Lakes Series 1 (1997)
- The Lakes Series 2 (1999)
- Never Never (2000)
- Clocking Off (2000)
- Forgive and Forget (2000)
- Is Harry on the Boat? (2001) (cameo)
- Spaced (2001)
- Crime and Punishment (2002)
- Magic Hour (2002)
- White Teeth (cameo) (2002)
- State of Play (2003)
- Sex Traffic (2004)
- Imperium: Nerone (2004)
- London (2004)
- The Canterbury Tales (2004)
- Blue/Orange (2005)
- Life on Mars como Sam Tyler (2006–07)
- The Yellow House (2007)
- Movin On (2010)[1]
- Doctor Who como The Master/Harold Saxon (2007, 2009–2010, 2017)[2]
- Exile (2011)
- The Village (2013-2014)
- The Catch (serie de televisión) (2016-2017)
- Collateral (serie de televisión) (2018)

### Teatro
- Hamlet (2010)[3]